# Colobus vellerosus
Colobus vellerosus är en primat i familjen markattartade apor som lever i västra Afrika vid Guineabukten.

## Utseende
Liksom flera andra arter i släktet Colobus kännetecknas arten av en päls med svarta och vita ställen. Hos C. vellerosus finns en vit krans kring ansiktet, en vit svans och ofta vita fläckar vid höften, annars är pälsen svart. Primaten når en kroppslängd (huvud och bål) av 61 till 66 cm och en vikt av 8 till 10 kg. Den 75 till 80 cm långa svansen har en hårtofs vid slutet. Hannar är något större och tyngre än honor.

## Utbredning och habitat
Artens utbredningsområde sträcker sig från Elfenbenskusten över Ghana, Togo och Benin till västra Nigeria. Den vistas i olika sorters skogar i låglandet och ibland i savannen som ansluter i utbredningsområdets norra del.

## Ekologi
Individerna bildar flockar med ungefär 16 medlemmar där flera vuxna hannar och honor samt deras ungar ingår. Gruppens revir är cirka 50 hektar stort. De vistas främst i träd men går ibland på marken. C. vellerosus äter blad, frukter och frön. Honor föder en unge per kull. Annars är inte mycket känt om fortplantningssättet.

## Status
Denna primat jagas av människor och den hotas även av habitatförstörelse. IUCN listar arten som sårbar (VU).